# 蒿溪回族乡
蒿溪回族乡，是中华人民共和国四川省广元市青川县下辖的一个乡镇级行政单位。

## 行政区划
蒿溪回族乡下辖以下地区：
地坪村、青光村、上游村、炭河村、光辉村和金星村。